# سترة (البحرين)
 سترة أو جزيرة سترة هي جزيرة في محافظة العاصمة بمملكة البحرين إلى الشرق من جزيرة البحرين في الخليج العربي. تقع إلى الجنوب من العاصمة المنامة وجزيرة النبيه صالح. الساحل الغربي للجزيرة يشكل حدود خليج توبلي.
معظم سكان الجزيرة يعيشون في سبع قرى تاريخية: وهي واديان والخارجية ومركوبان والمهزة والقرية وسفالة وأبو العيش. توجد العديد من الأماكن غير المأهولة بالسكان أبرزها حالة أم البيض. سكان سترة مسلمون شيعيون بحارنة مع وجود أقلية كبيرة من جنوب آسيا.
سكان سترة من أهل السنة العرب (بما في ذلك قبيلة البوعينين التي سكنت القرية المهجورة الآن الصلبة غرب سترة) قضوا خلال عقد 1920 عندما توفي معظمهم نتيجة لمرض الجدري أو هاجروا إلى أوطانهم.
مسجد المغيرة بن شعبة في الجزيرة هو كل ما تبقى من الوجود السني في الجزيرة وأغلق في 16 مارس 2011 وسط تقارير عن تخريب المسجد من قبل المتظاهرين الشيعة.

## الجغرافيا والاقتصاد

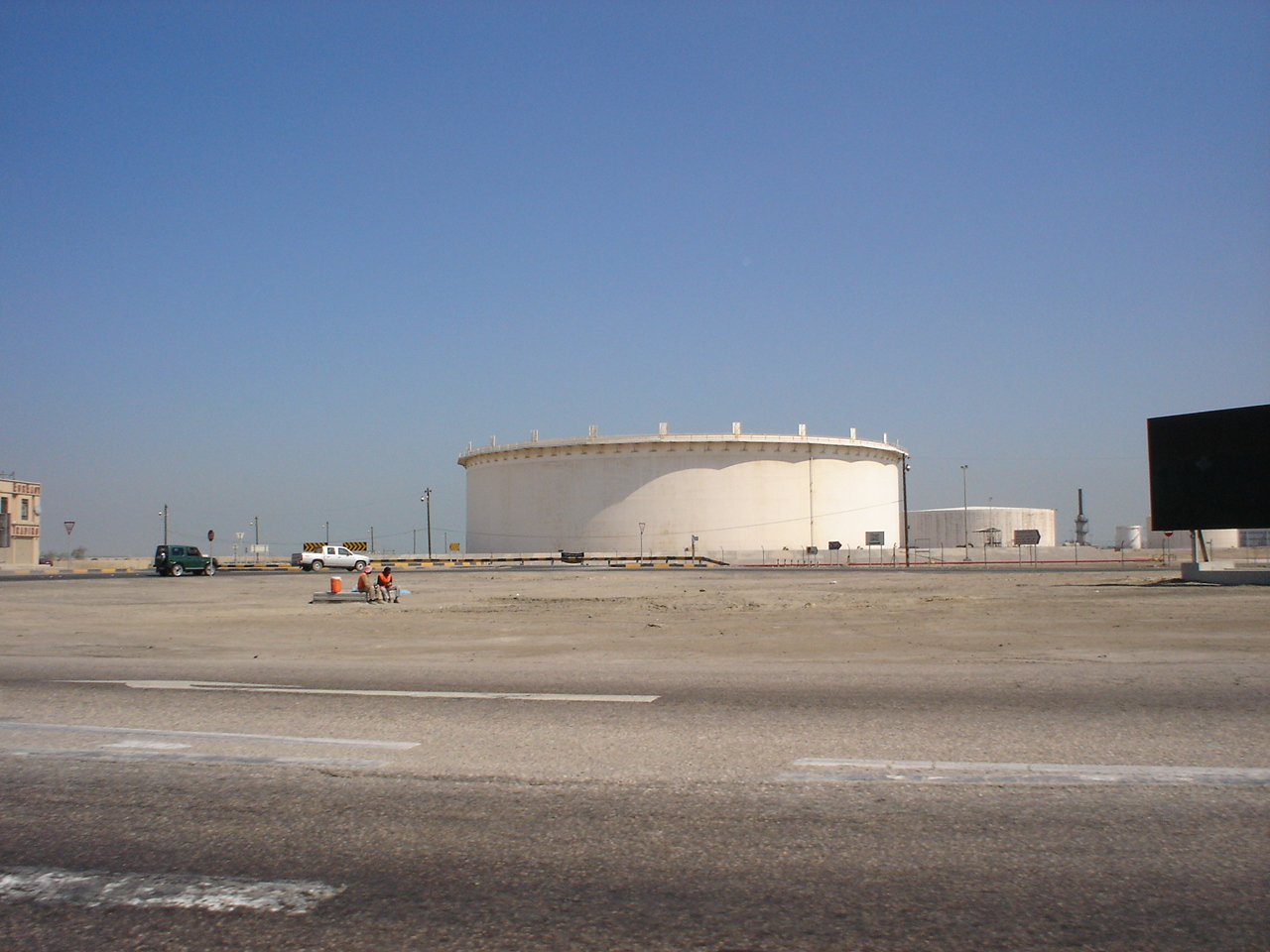
خزانات تخزين النفط

الجزيرة تغطيها البساتين و مزارع النخيل وتسقى من قبل العديد من ينابيع المياه العذبة ويعتمد اقتصاد الجزيرة على الزراعة وصيد الأسماك. تتواجد بكثرة أشجار المنغروف على الساحل الغربي إلا أنها اختفت بسبب التطور العمراني.
تحول القسم الشمالي من الجزيرة إلى منطقة صناعية. تقع خزانات تخزين النفط التابعة لشركة نفط البحرين في الجنوب. سترة هو أيضا محطة الكيلومتر 42 لخط أنابيب الغاز الطبيعي الذي يربطها بالظهران في المملكة العربية السعودية.
توجد العديد من معارض السيارات والأثاث أيضا ضمن التطوير الجديد للجزيرة.

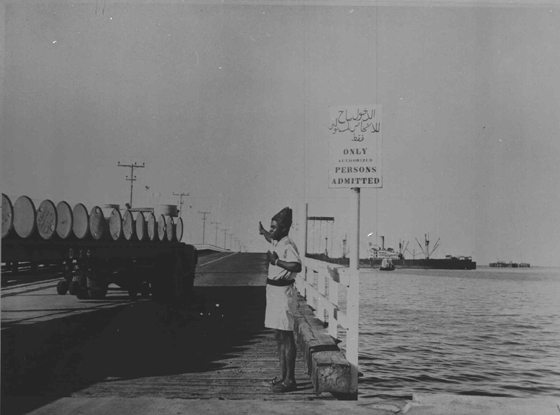
رصيف رقم 4 في رصيف ميناء سترة في 1940.

يربط جسر سترة شمال الجزيرة بجزيرة النبيه صالح وأم الحصم بالعاصمة المنامة في جزيرة البحرين. ويربط جسر صغير في جنوب غرب جزيرة سترة بقريتي معامير والعكر في جزيرة البحرين.
نادي سترة هو النادي الثقافي والرياضي في الجزيرة. أيضا سترة موقع عدة مدارس خاصة مثل مدرسة النور العالمية والمدرسة الهندية البحرين.

## التاريخ

### الصراع مع آل خليفة في 1782
في 1782 وقع صراع بين السكان المحليين وعدد من آل خليفة الذين قدموا من الزبارة لشراء الإمدادات. أسفرت الاشتباكات عن سقوط قتلى من الجانبين. إلا أن الباحث التاريخي بشار الحادي نفى حدوث صراع مؤكدا أن الوثائق البريطانية لتلك الفترة الزمنية أنه لم تحدث أية مواجهات أو قلاقل بين آل خليفة وأهل البلد نافياً وجود أي مقاومة من أهل البحرين عند دخول قبيلة العتوب بقيادة الشيخ أحمد بن محمد آل خليفة الملقب بالفاتح وعرب أهل الزبارة إليها في 31 يوليو 1783.

## بلدية سترة

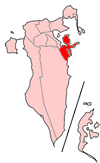
خريطة البحرين تظهر بلدية سترة

كان لسترة بلدية باسمها قبل أن يتم إعادة تنظيمها ضمن المحافظات. تألفت بلدية سترة على قرى جزيرة سترة وثلاث قرى قريبة منها في جزيرة البحرين وهي معامير والنويدرات والعكر.
المنطقة التي تشملها بلدية سترة تتولى إنتاج البحرين النفطي بأكمله. وهي أيضا مركز تصدير لحقول النفط في شمال شرق المملكة العربية السعودية.

## معرض صور

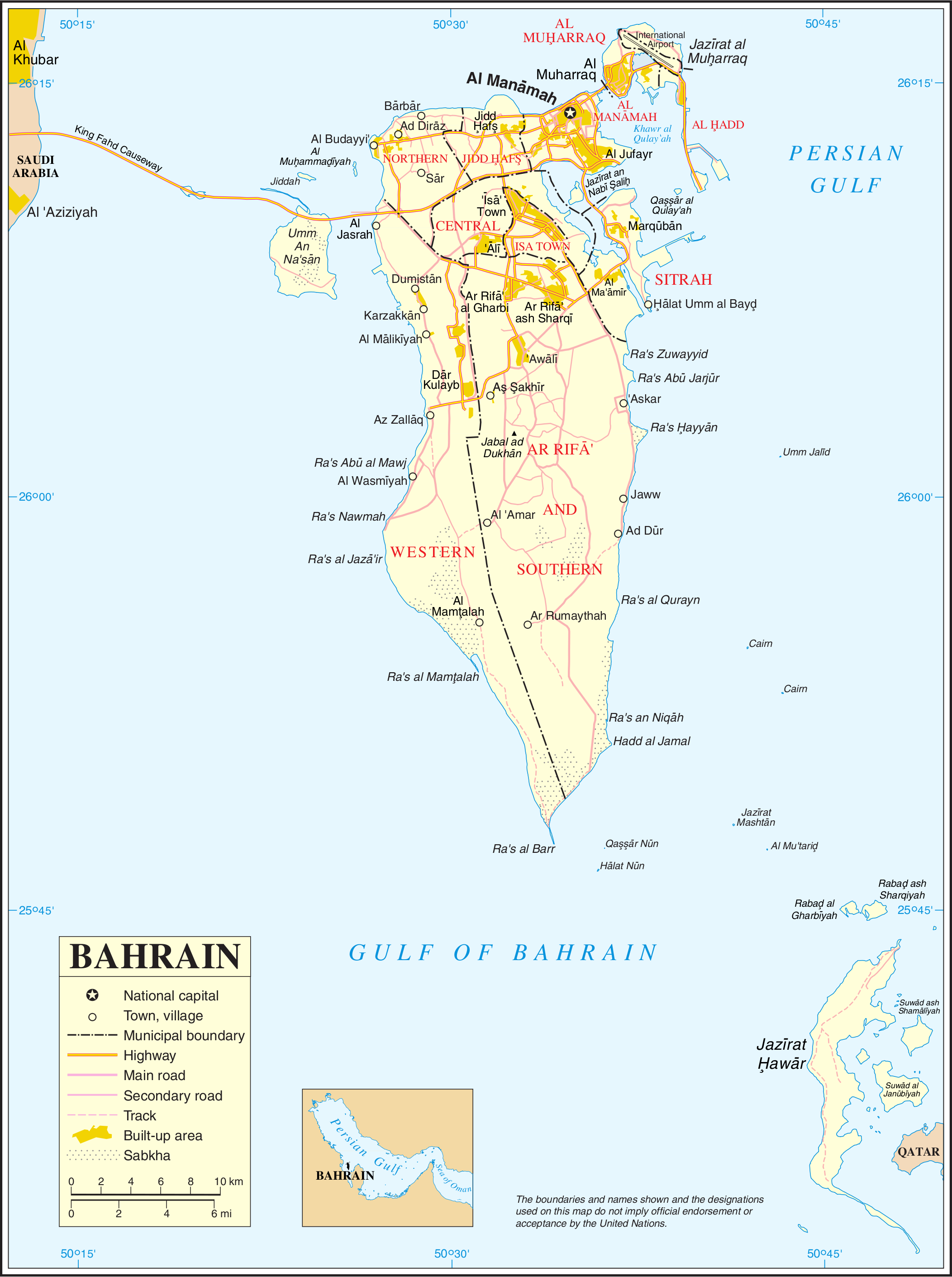